# Ejeda
Ejeda (von Französisch: adjutant) ist eine Gemeinde (commune) in der Region Atsimo-Andrefana im Süden von Madagaskar. Im Jahre 2006 hatte sie etwa 50.000 Einwohner, die in 49 Dörfern (fokontany) auf etwa 1830 km² lebten. Ejeda liegt südöstlich der Stadt Toliara an der Nationalstraße RN10 und dem Fluss Linta.
Die Bevölkerung von Ejeda besteht größtenteils aus Mahafaly und einer Minderheit von Tandroy. Sie leben hauptsächlich von Viehzucht, dem Anbau von Maniok, Mais, Süßkartoffeln, Erdnüssen, Augenbohnen, Linsen und Bambara-Erdnüssen. In der Umgebung werden Gold und Rubine abgebaut. Die Stadt verfügt über eine weiterführende Schule und ein 1966 gegründetes und gut ausgestattetes, kirchlich geführtes Krankenhaus.